# Club de Bancos para el Desarrollo

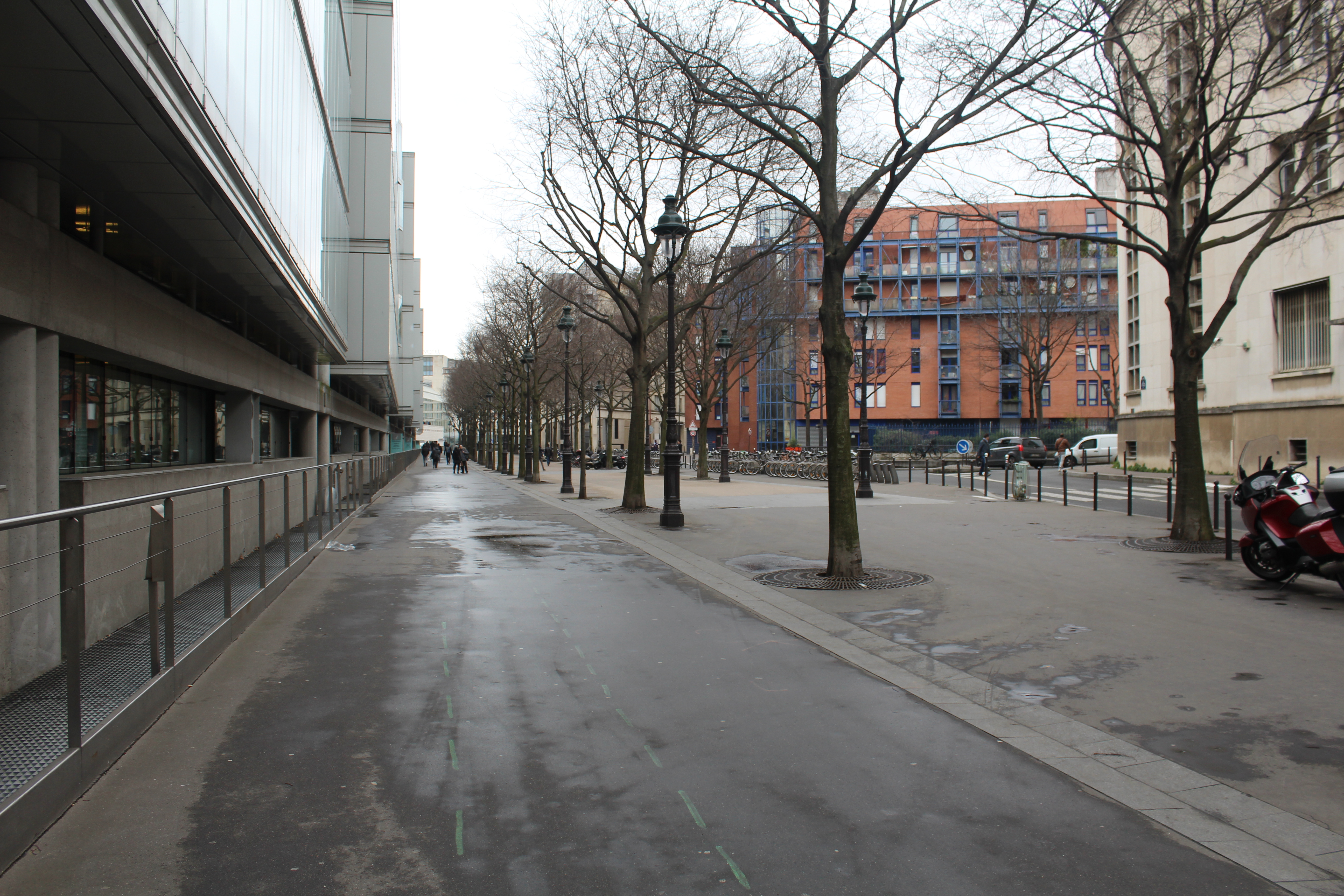
Una vista de la calle Roland-Barthes, en París, donde tiene su sede el IDFC.

El Club de Bancos para el Desarrollo (IDFC por sus siglas en inglés) es una asociación de bancos de desarrollo cuyo objetivo es complementar las necesidades mutuas para un desarrollo mundial más eficaz. Tiene personalidad jurídica propia, aunque la afiliación no supone ninguna obligación legal. La reunión anual de todos los miembros nombra un Secretariado, que es financiado por la organización del Presidente.
El IDFC se fundó en 2011 durante la reunión anual del Fondo Monetario Internacional y el Banco Mundial.
La Secretaría del IDFC tiene su sede en París, en el mismo edificio que la Agencia Francesa para el Desarrollo (calle Roland-Barthes, 5, París).
El actual presidente del IDFC (nombrado en octubre de 2017) es Rémy Rioux, ejecutivo jefe de la Agencia Francesa para el Desarrollo .

## Miembros
En julio de 2018 el IDFC tenía los siguientes 23 miembros:
- Banco de Comercio y Desarrollo del Mar Negro
- Agencia Francesa para el Desarrollo
- Banco Croata de Reconstrucción y Desarrollo
- KfW
- Banco de Desarrollo Industrial de Turquía
- Vnesheconombank
- Banco de Desarrollo de Pymes de India
- Banco Exim de Indonesia
- Banco de Desarrollo de China
- Corporación Islámica para el Desarrollo del Sector Privado
- Banco de Desarrollo de Corea
- Agencia Japonesa de Cooperación Internacional
- Banco Centroamericano de Integración Económica
- CAF - Banco de Desarrollo de América Latina y el Caribe
- Nacional Financiera
- Bancoldex
- Corporación Financiera de Desarrollo
- Banco Nacional de Desenvolvimento Econômico e Social
- Banco Estado
- Caisse de Dépôt et de Gestion
- Banco de desarrollo de Sudáfrica
- Banco de Desarrollo del África Occidental
- Banco Africano de Desarrollo y Comercio del Este y Sureste (anteriormente Banco PTA)

El Banco Internacional de Inversiones prevé unirse al IDFC en octubre de 2018.

## Objetivos
- Fijar las agendas internacionales uniendo fuerzas y haciendo networking en asuntos de interés similar[6]
- Identificar desarrollar oportunidades empresariales conjuntas[6]
- Compartir su saber hacer y sus experiencias de mejores prácticas mejor para un mutuo aprendizaje[6]

Los miembros del IDFC comparten la visión de promover un futuro bajo en carbono y resiliente al clima, al tiempo que persiguen la reducción de la pobreza, el desarrollo económico y social y un diseño justo y equitativo de la economía mundial.